# هادس (بازی ویدئویی)
هادس (به انگلیسی: Hades) یک بازی ویدئویی در سبک نقش‌آفرینی اکشن و روگ‌لایک، با مبارزات هک اند اسلش است که توسط سوپرجاینت گیمز ساخته و توسط همان شرکت منتشر شد. این بازی در دسامبر ۲۰۱۸ برای دسترسی زودهنگام برای مایکروسافت ویندوز منتشر و در ۱۷ سپتامبر ۲۰۲۰ به‌صورت کامل برای ویندوز، مک‌اواس و نینتندو سوئیچو در ۱۳ اوت ۲۰۲۱ برای پلی‌استیشن ۴، ایکس‌باکس وان، پلی‌استیشن ۵ و ایکس‌باکس سری اکس/اس عرضه شد.
بازی هادس، روایت‌گر داستان زاگرئوس، پسر هیدیس است. پسری که از مکانی که در آن زندگی می‌کند راضی نیست و سودای مهاجرت به المپ و همنشین شدن با خدایان باکلاس و اشرافی آن را در سر می‌پروراند. به همین خاطره می‌خواهد به کوه المپ برود. این در حالی است که پدرش مخالف سرسخت این کار است و تمام تلاش خود را می‌کند تا مانع از موفقیت زاگرئوس شود. همچنین در طول سفر زاگرئوس، پدرش سعی می‌کند تا با استفاده از قهرمانان و الهه‌هایی که تحت سلطه‌اش قرار دارند، مسیر او را ببندد و مانع از پیشروی زاگرئوس از دنیای زیرزمین به سمت المپ شود. در این راه زاگرئوس با الهه‌های کوه المپ و قهرمانان نامی برخورد می‌کند. از جمله تسئوس که توهمات قهرمانانه او را تبدیل به دلقکی مضحک کرده تا شخصیت‌هایی مثل آشیل و سیزیف که با روحیات خاص خود به قهرمان داستان در راه رسیدن به هدفش کمک می‌کنند تا هیپنوس که بعد از هر تجربهٔ مرگ در انتظار قهرمان داستان است تا مرگش را به او یادآوری کند.
هادس در گیم آواردز ۲۰۱۸ در ۶ دسامبر ۲۰۱۸ معرفی شد و به عنوان یکی از اولین عناوین شخص ثالثی که در فروشگاه تازه معرفی شده اپیک گیمز عرضه می‌شود تأیید شد. به گفته جف کیگلی، مجری و برگزارکننده برنامه جوایز بازی، نشستی در فوریه دربارهٔ هیدیس و قصد آن‌ها برای انتشار آن به عنوان یک عنوان دسترسی اولیه در همان روز جوایز بازی بود. اپیک گیمز یک انحصاری زمان‌بندی شده در فروشگاه اپیک گیمز بود که بعداً در ۱۰ دسامبر ۲۰۱۹ برای استیم منتشر شد.
استودیو سوپرجاینت گیمز در حین ساختن بازی پایِر، می‌خواست در بازی، بازیکن بتواند در آن با چند بار به پایان رساندن آن، داستان شاخه‌ای بازی را متوجه شود؛ اما به دلیل ماهیت روندبازی، نمی‌توانستند اینکار را انجام دهند. به همین خاطر تیم استودیو تصمیم گرفتند از ژانر روگ لایک در بازی دیگر استفاده کنند. چون به دلیل مرگ‌های زیاد و دوباره بازی کرد بازی هادس به آنها این فرصت را می‌داد تا در طول چند بار اجرا، این داستان‌های شاخه ای را برای بازیکن تعریف کنند. برای همین، بعد از ساخته شدن بازی پایِر، مستقیم وارد مراحل ساخت و توسعه بازی هادس شدند.
بازی هادس موفقیت‌های زیادی کسب کرد و توانست بیش از یک میلیون نسخه بفروشد. این بازی مورد توجه منتقدان قرار گرفت و توانست نمرات بسیار بالایی به دست آورد. همچنین توانست در مراسم بسیاری نامزد و برنده شود، از جمله برنده شدن جایزهٔ بهترین بازی مستقل و بهترین بازی اکشن در جوایز بازی ۲۰۲۰. در سال ۲۰۲۲، دنباله‌ای تحت عنوان هادس ۲ رونمایی شد و قرار است در سال ۲۰۲۴ منتشر شود.

## روند بازی

نماگرفتی از بازی است که زاگرئوس با استفاده از تیروکمان، در حال نبرد با غول‌های مرحله السیوم هستند.

هیدیس، یک بازی در سبک نقش‌آفرینی اکشن و روگ‌لایک با مبارزات هک اند اسلش است که بازیکن کنترل شخصیتی به نام زاگرئوس را در سرزمین زیرین به دست دارد. بازیکن باید شخصیت اصلی داستان را از سرزمین زیرین خارج کند و به سطح زمین برساند. او باید از دخمه به دخمه عبور کرده و با هیولاها، مردگان، موجودات اساطیری یونان و قهرمانان نامی که پدرش، هیدیس اجیر کرده، مبارزه کند تا به هدف خود برسد. همچنین در این راه افرادی همچون خدایان المپ، آشیل و دوستش پاتروکلوس، سیزیف و غیره در این راه با راهنمایی‌ها و هدایا کمک می‌کنند.

## داستان

### محیط و شخصیت‌ها
بازی هادس، اقتباسی از اسطوره‌شناسی یونان است. بازی از شخصیت‌ها، مکان‌ها، داستان‌ها، اتفاقات و المان‌های یونان باستان برای پیشبرد داستان خود استفاده می‌کند.
| نام                  | توضیح | صداگذار         |
| -------------------- | --- | --------------- |
| زاگرئوس              | قهرمان اصلی بازی، پسر هادس و پرسفونه که می‌خواهد از دنیای زیرین خارج شود و همنشین با خدایان المپ بشود اما در طول راه هدفش تغییر می‌کند و تصمیم می‌گیرد دربارهٔ اتفاقات افتده قبل از خود را بداند. او یک خدا است و همه نوع سلاحی می‌تواند استفاده کند. او دارای موهای سیاه و ناهمرنگی عنبیه است و همیشه به خاطره جایی زندگی کرده بود، لباس‌های قرمز و سفید می‌پوشد و دارای زیتون طلایی روی سرش است. | دارین کورب      |
| هادس                 | خدای دنیای زیرین و ثروت، پدر زاگرئوس و همسر پرسفونه است. او مخالف رفتن زاگرئوس از دنیای زیرین است و به همین خاطره افرادی و موجوادتی اجیر می‌کند تا جلوی او بگیرد. همچنین هیدیس رابطهٔ خوبی با خدایان دیگر ندارد و دوست دارد در دنیای زیرین به دور از المپیوس باشد. هیدیس دارای قیافه جدی، خشن و ترس‌آور دارد. او آخرین غول مرحله بازی است که جلوی زاگرئوس می‌ایستد.                             | لوگان کانینگهام |
| نوکس                 | خدای شب یا نماد آن در دنیای زیرین است. او دختر خائوس و مادر هوپنوس، کرون و تاناتوس است. هیدیس تمامی مسئولیت‌های تربیتی زاگرئوس را به او سپرد و به این سبب مادرخوانده او شد. همچنین در طول فرار زاگرئوس به او کمک و راهنمایی می‌کند و بعضی مواقع داستان وقایع گذشته برایش تعریف می‌کند. همچنین به او آیینهٔ ظلماتش را تا در طول مسیر راحتر برود.                                                 | جیمی لندروم     |
| تاناتوس              | خدای مرگ، پسر نوکس و برادر هوپنوس و کرون و دوست دوران بچگی زاگرئوس است. او به زاگرئوس در بیرون رفتن از دنیای زیرین کمک می‌کند همین کمک‌های او گاهی هست. او در برخی ورژن‌های داستان می‌تواند عاشقانه باشد. |                 |
| سیزیف                | یکی از شخصیت‌های قهرمان اسطوره‌ای است که به دلیل فریب خدایان همیشه باید تکه سنگی را به قله برساند اما به دلیل طلسمی نمی‌تواند این کار را انجام دهد. به خاطر همین تا ابد باید مجازاتش را انجام دهد. او یکی از افرادی است که به زاگرئوس در خارج شدن از دنیای زیرین کمک می‌کند و به او قدرت می‌بخشد.                                                                                                |                 |
| کرون                 | قایق‌ران دنیای زیرین که مردگان را به السیوم یا آسفودل می‌برد. او پسر نوکس و برادر هوپنوس و تاناتوس است. زاگرئوس بارها با او ملاقات می‌کند و از او اسلحه و دیگر چیزهای جادویی می‌خرد. همچنین در بعضی دخمه‌ها به او راهنمایی یا او را رد می‌کند. همچنین او در یک منطقه از بازی، غول‌مخفی بازی است.                                                                                                   | لوگان کانینگهام |
| آشیل                 | قهرمان یونان در جنگ‌ها و استاد زاگرئوس است. او در السیوم زندگی می‌کند و از از افرادی است که به زاگرئوس کمک و راهنمایی لازم را به او می‌گوید. | لوگان کانینگهام |
| خائوس                | خدای هرج و مرج و پدر نوکس است. او از افرادی است که به زاگرئوس کمک و راهنمایی لازم را به او می‌گوید. همچنین او هدیه نایاب و قدرتمندی به زاگرئوس می‌هد. |                 |
| مگایرا               | خدای عذاب در دنیای زیرین و یکی از سه خواهران فیوریاست. او اولین غول مرحله بازی است که زاگرئوس با آن مواجه می‌شود. همچنین می‌شود با او رابطه عاشقانه داشت که در اینصورت فقط یک بار به درخواست کمک شما می‌آید. | آوالون پنروز    |
| آلکتو                | او یکی از سه خواهران فیوری، که توسط هیدیس اجیر شده است. او اولین غول مرحله بازی است که زاگرئوس با آن مواجه می‌شود که بعد از چندین بار مبارزه با مگایرا و شکست دادن او و همچنین پیشروی در داستان به جای همان خواهرش پدیدار می‌شود. |                 |
| تیسیفونه             | او یکی از سه خواهران فیوری، که توسط هیدیس اجیر شده است. او اولین غول مرحله بازی است که زاگرئوس با آن مواجه می‌شود که بعد از چندین بار مبارزه با مگایرا و آلکتو و شکست دادن او و همچنین پیشروی در داستان به جای همان خواهرانش پدیدار می‌شود. او حداقل یک بار جلو زاگرئوس پدیدار می‌شود و بعد از آن هر سه خواهر به صورت‌شناسی جلوی زاگرئوس می‌آیند.                                                |                 |
| هیدرا استخوانی       | غول مرحله آسفودل است که هیدیس آن را از بقایای هیدرا ساخته است تا زاگرئوس نتواند از دنیای زیرین فرار کند. او همچون هیدرا شش سر دارد. |                 |
| تسئوس و مینوتور      | هر دو دشمنان هم بودند اما پس از مرگ به فرمان هیدیس برای مقابله از خروج زاگرئوس متحد شدند و غول مرحله الیسیوم را تشکیل می‌دهند. تسئوس پادشاه، قهرمان و حامی شهر آتن، به دلیل توهم‌های خود تبدیل به یک دلقک‌مانند شده است. مینوتور با نام آستریوس که توسط تسئوس کشته بود، در دنیای زیرین تبدیل به قهرمان شده است و برای مردگان مبارزه گلادیتوری انجام می‌دهد.                                     |                 |
| سربروس               | سگ جهنمی هیدیس است که به دستور او، نگهبان دروازه دنیای زیرین شده که هرکس از آن خارج یا داخل شود آن را بخورد یا از بین ببرد. این سگ در حمله زاگرئوس تردید دارد. |                 |
| هیپنوس               | خدای خواب، پسر نوکس و برادر تاناتوس و کرون است. او پس از هر بار مردن زاگرئوس جلوی او ظاهر می‌شود و او را تشویق می‌کند. همچنین بعضی مواقع کمک‌های شایانی به زاگرئوس می‌کند. | جریج کساوین     |
| دوازده خدای المپ‌نشین | کسانی هستند که به زاگرئوس کمک و نیروهای خاص خودشان را به او می‌دهند و بعضی در روند داستان تأثیر می‌گذارند. بر اساس تصمیمات بازیکن بعضی‌ها دشمن زاگرئوس و بعضی‌ها یاری کننده او شوند. |                 |
| پرسفونه              | همسر هیدیس و مادر زاگرئوس است. او ملکه دنیای زیرین بود که واسطه دلایلی با نوکس از آن جا خارج و به مکانی در روی سطح می‌رود و زندگی می‌کند. او زاگرئوس نمی‌داند زاگرئوس زنده است و همچنین المپ‌نشین‌ها نمی‌دانند او کجا است. |                 |

| نام                             | توضیحات | غول مرحله       |
| ------------------------------- | ------- | --------------- |
| عمارت هیدیس                     |         | ندارد           |
| تارتاروس                        |         | خواهران فیوری   |
| آسفودل                          |         | هیدرا استخوانی  |
| الیسیوم                         |         | تسئوس و مینوتور |
| معبد استیک و دروازه دنیای زیرین |         | هیدیس           |
| سطح زمین                        |         | ندارد           |

### داستان بازی
داستان بازی هیدیس، از زبان فردی به نام زاگرئوس شروع می‌شود. او دربارهٔ پدرش، هیدیس، خدای سرزمین زیرین و ناگفته‌های بین آنها سخن می‌گوید. با تمام شدند سخنان زاگرئوس، بازی تازه شروع می‌شود.
بازی از عمارت هیدیس دنبال می‌شود. در عمارت هیدیس، زاگرئوس به هیدیس می‌گوید که قصد دارد سرزمین زیرین را ترک کند و همنشین خدایان المپ شود. بعد او از عمارت خارج می‌شود و به نام هیدیس ندای سر می‌دهد و پذیرای پیامی از یکی خدایان المپ می‌شود. پیام اینگونه است که تمامی خدایان توسط نوکس از ماجرا مطلع شده‌اند و به زاگرئوس اطمینان می‌دهد که بقیهٔ خدایان نیز در فرار از این سرزمین، از او حمایت می‌کنند. در این پیام بسته به‌شناس اینکه پیام از طرف چه کسی فرستاده شد، به زاگرئوس هدیه ای می‌دهد.
زاگرئوس از دخمه‌به‌دخمه تارتاروس عبور می‌کند و با سایه‌ها، هیولاها و غول‌هایی که هیدیس برای متوقف کردنش اجیر کرده است مبارزه می‌کند. گاهی در این دخمه‌ها، زاگرئوس از طریق سایه‌ها و ارواحی که در این مکان‌ها پرسه می‌زنند؛ از شایعات و اخبار آگاه می‌شود. همچنین در دخمه‌ها بقیهٔ خدایان المپ هم برای او پیام و هدیه‌ای می‌فرستند. در طول دخمه‌های تاتاروس، زاگرئوس با کَرون و سیزیف روبه‌رو می‌شود. آنها به او کمک و هشدار می‌هند. بالاخره، در آخرین دخمهٔ تارتاروس، با مگرا یکی خواهران فیوری روبه‌رو می‌شود. زاگرئوس و مگرا گفتگوی می‌کنند که زاگرئوس تلاش می‌کند که با صحبت کردن مگرا را از مبارزه منصرف کند اما مگرا از مبارزه منصرف نمی‌شود و مبارزه‌ای شکل می‌گیرد.
مبارزه بین زاگرئوس و مگرا دو حالت ممکن است رخ دهد. حالت اول زاگرئوس می‌میرد و به عمارت هیدیس بازمی‌گردد که با استقبال هوپنوس مواجه شده و مورد شماتت پدرش قرار می‌گیرد. زاگرئوس مجبور است دوباره با الگوی متفاوت از دخمه‌ها عبور کرده و هدیه دیگر خدایان روبه رو شود. همچنین امکان دارد که در دخمه آخر به جای مگرا، دو خواهر او یعنی آلکتو و تیسیفونه مبارزه کند. حالت دوم این است که مگرا شکست دهد و از تارتاروس خارج شود و به آسفودل برود.
زاگرئوس به محض ورود به آسفودل، صدای هیدیس به گوشش می‌رسد و به او هشدار می‌دهد که از ورود به آسفودل پشیمان خواهد شد. زاگرئوس در آسفودل همانند تارتاروس، از چند دخمه می‌گذرد و از رود سوزان فلگتون عبور می‌کند. با عبور از رود فلگتون، دوباره کرون را می‌بیند و از او کمک می‌گیرد. در حین عبور از آسفودل، زاگرئوس به اقامتگاه ائورودیکه می‌رسد. ائورودیکه از او استقبال می‌کند و از او علت حضورش را می‌پرسد که زاگرئوس جواب می‌دهد که برای کاری اداری باید از آسفودل خارج شود و از هایدرای استخوانی بگذرد. ائورودیکه به او هدیه‌ای می‌دهد و روانه‌اش می‌کند. در میان مسیر او بعضی از ابزارهای دِدالوس مواجه می‌شود. بعدها وقتی که به عمارت هیدیس بازمی‌گردد، از آشیل در مورد او می‌پرسد و می‌فهمد که او معماری است که به بازسازی سرزمین هیدیس گمارده شده بود اما نتوانست این مکان جهنمی را درست کند. به خاطر همین هیدیس دِدالوس را از این کار مرخص کرد. در آسفودل نیز زاگرئوس با پیام‌ها و هدایا المپیوس مواجعه می‌شود. در آسفودل، زاگرئوس برای اولین بار وارد یکی از دروازه‌های آشوب می‌شود و با کی‌آس دیدار می‌کند. کی‌آس به او هدیه‌ای می‌دهد و می‌گوید المپیوس ضعیف شده و از زاگرئوس می‌خواهد که سلامش را به خدایان المپ برساند. در این بین فلش‌بکی رخ می‌دهد.
این فلش‌بک، قبل از تصمیم خروج زاگرئوس از سرزمین زیرین است. زمانی که زاگرئوس برای اولین بار از هویت مادر واقعی‌اش مطلع می‌شود. زاگرئوس همیشه فکر می‌کرد مادر او نوکس است. او نیز همیشه از سکوت و سردی هیدیس، ناراضی بود. او وقتی که سوالاتی در مورد خودش می‌پرسید، بی جواب می‌ماند. برای همین از هوپنوس می‌خواهد که افسونی کرده و همهٔ اهالی عمارت هیدیس به جز خودش را بخواباند. با این افسون، در نیمه شب، زاگرئوس به اتاق کار هیدیس می‌رود و شروع به گشتن می‌کند. او همه چیز در آن اتاق پیدا می‌کند به جز نامی از خودش؛ گویی که اصلاً وجود خارجی ندارد. او هی می‌گردد تا اینکه نامه‌ای با دست خطی ناآشنا پیدا کرد، نامه‌ای که توسط فردی به نام پرسفونه که در آن خطاب به هیدیس گفته است که دیگر نمی‌تواند آن‌جا زندگی کند و قصد دارد سرزمین زیرین را ترک کند، حتی اگر این کار باعث مرگش شود. پرسفونه نوشته بود که به المپیوس بازنمی‌گردد و می‌رود در باغچه‌ای نزدیک دریا زندگی کند، چرا که اگر پرسفونه متعلق به جایی باشد، همین مکان مابین آسمان و جهنم است. در آخر از هیدیس خواسته بود که حواسش به سربروس باشد. اینجا است که زاگرئوس متوجه می‌شود مادرش نوکس نیست و پدرش تمام عمرش را به او دروغ گفته است. ابتدا به سراغ نوکس می‌رود. نوکس می‌گوید که هیچ وقت قصد صدمه‌زدن به او را نداشته و این پنهان‌کاری فکر او نبوده است. بعد از این زاگرئوس به سراغ پدرش می‌رود و فلش‌بک تمام می‌شود.
بعد از فلش بلک زاگرئوس از دروازه آشوب بیرون می‌آید و از چند دخمه دیگر عبور می‌کند و با هایدار استخوانی روبه رو می‌شود و جنگ سختی درمی‌گیرد. در اینجا نیز دو حالت پیش می‌آید. حالت اول این که اگر زاگرئوس بتواند او را شکست دهد، وباره به عمارت هیدیس یر می‌گردد و از اول باید تمامی مسیر تارتاروس می‌رود به طبقهٔ بالاتر سرزمین زیرین یعنی الیسیوم می‌رود. در حالت دوم اگر او از هایدار شکست بخورد و کشته شود؛ به عمارت هیدیس بازمی‌گردد. در این صورت باید تمامی راه را با الگوی متفاوت از اول شروع کند.
به محض ورود زاگرئوس به الیسیوم، صدای هیدیس به او اخطار می‌دهد که این پیروزی کوتاه است. در ابتدا زاگرئوس از رود لته می‌گذرد و وارد الیسوم می‌شود. بعد از عبور از چند دخمه، زاگرئوس درون سیاهچالی به نام «آزمون خدایان» وارد می‌شود. در این دخمه دو تا از خدایان المپ برای زاگرئوس هدایایی می‌فرستند که اینجا زاگرئوس را دچار تردید می‌شود. چون که هر کدام را انتخاب کند، خشم خدای دیگر، گریبانش را خواهد گرفت. اگر بتواند در مقابل هجوم نیروهای خدای خشمگین دوام بیاورد، می‌تواند از هدایای هردو خدا بهره‌مند شود. در یکی از دروازه‌های ورودی الیسیوم، آستریوس را می‌بیند. آستریوس به زاگرئوس حمله می‌کند. بعد از نبردی سخت آستریوس، به تحسین زاگرئوس می‌پردازد و به او می‌گوید که بعدتر با هم روبه‌رو خواهند شد. در طول السیوم زاگرئوس با پاتروکلوس، کرون و آشیل رو به رو می‌شود و کمک‌های از آنها دریافت می‌کند. بعد از این همه مسیر وارد آخرین دخمه یعنی میدان گلادیاتوری می‌شود. آستریوس و تسئوس که منتظر آمدند زاگرئوس بودند، می‌خواهند او را متوقف کنند. در این نبرد نیز دو حالت پیش می‌آید. حالت اول این است که اگر زاگرئوس بتواند آن‌ها را شکست دهد، از الیسیوم خارج می‌شود و به معبد استیک می‌رسد. حالت دوم کشته می‌شود و به عمارت هیدیس بازمی‌گردد و دوباره از اول باید این مسیر با الگوی متفاوت را طی کند.
بعد از شکست دادن آستریوس و تسئوس، زاگرئوس وارد معبد استیکس می‌شود. او از دشمنان متعدد و دخمه‌ها عبور می‌کند و به دروازه دنیای زیرین می‌رسد. این دروازه، توسط سربروس سگ جنمی هیدیس نگهبانی می‌شود. سربروس به فرمان هیدیس، هر کسی که می‌خواهد از سرزمین زیرین فرار کند، آن را بخورد ولی سربروس در حمله به زاگرئوس تردید دارد. زاگرئوس برای رد شدند از این دروازه باید غذای محبوب سربوس را فراهم کند. برای پی یافتن کیسهٔ ستیر بر می‌گردد. او با کمک کرون و پرداخت رشوه به او به درون معبد استیکس برمی‌گردد. در معبد پیشکش‌ها و پیام‌های بسیاری از خدایان المپ وجود دارد، من جمله هدیه‌های آمرزیده شدند. زاگرئوس بعد از گشت و گذار بالاخره کیسهٔ ستیر با کمک آرتمیس به دست می‌آورد. او با این کسیه، سربروس را فریب می‌دهد و از دروازه خارج می‌شود. بعد از خارج شدند با هیدیس، پدرش روبه‌رو می‌شود.
هیدیس که فکر نمی‌کرد زاگرئوس بتواند از سد همهٔ مبارزان او بگذرد، خودش برای متوقف کردن پسرش در آنجا مستقر می‌شود. زاگرئوس با دیدن پدرش گفتگوی صورت می‌گیرد. زاگرئوس از هیدیس می‌خواهد بگذارد برود اما هیدیس با گفتن جملاتی این در خواست را رد می‌کند. با این کار جنگ زاگرئوس و هیدیس آغاز می‌شود و دوباره دو حالت پیش می‌آید. حالت اول این است که اگر زاگرئوس بتواند هیدیس شکست دهد به سطح زمین می‌رسد. حالت دوم از هیدیس شکست بخورد، به عمارت هیدیس بازمی‌گردد و مجبور می‌شود از اول به اینجا بیاید.
با شکست دادن هیدیس، در آخرین لحظه هیدیس از او درخواست می‌کند که اگر مادرش، پرسفونه را پیدا کرد به او بگوید که حال سربروس خوب است. وقتی زاگرئوس می‌پرسد علت رفتن مادرش چه بوده، هیدیس جواب می‌دهد که هیچ راه فراری نیست و بعد می‌میرد و به سرزمین زیرین بازمی‌گردد.
به دنبال یادداشت پرسفونه، زاگرئوس روی زمین به راه خود ادامه می‌دهد تا می‌رسد به باغچه‌ای در یونان که پرسفونه در آن سکونت می‌کند. زاگرئوس به پرسفونه می‌رسد و از اتفاقات و هدف خود برای او می‌گوید. پرسفونه از صحبت‌های زاگرئوس خشمگین می‌شود. چون که خبر از وجود زاگرئوس نداشته و فکر کرده مرده است. در ادامه پرسفونه صحبت‌های زاگرئوس باور می‌کند و گریه می‌کند. زاگرئوس از پرسفونه دربارهٔ خارج از شدن از سرزمین زیرین سؤال می‌کند و پرسفونه جواب می‌دهد که به خاطره مرده به دنیا آمدن زاگرئوس از آنجا رفته است و تصورش را هم نمی‌کرده که او زنده باشد. بعد از زاگرئوس می‌پرسد که چرا هیدیس یا نوکس چیزی به او نگفته‌اند. زاگرئوس جواب می‌دهد که هیدیس هیچ حرفی از پرسفونه نزده است و تنها چیزی که در آخرین لحظه به او گفته است که به پرسفونه بگوید حال سربروس خوب است. پس از مدتی حال زاگرئوس بد می‌شود. ابتدا او فکر می‌کند به خاطر آب‌وهوا و خستگی است اما پرسفونه توضیح می‌دهد که زاگرئوس نیز همانند هیدیس، به سرزمین زیرین وابسته است و نمی‌تواند مدت زیادی روی زمین دوام بیاورد. زاگرئوس که روبه مرگ بود به پرسفونه قول می‌دهد که بازهم فرار خواهد کرد و به دیدنش خواهد آمد و بالاخره استیکس جانش را می‌گیرد.
در ادامه روح زاگرئوس به تارتاروس برمی‌گردد. در عمارت هیدیس، زاگرئوس با هیدیس روبه‌رو می‌شود. هیدیس تظاهر می‌کند که هیچ اتفاقی نیافتاده است و همه‌چیز به همان منوال قبل از فرار زاگرئوس است. زاگرئوس ابتدا به دیدار آشیل می‌رود و از پرسفونه برایش می‌گوید. بعد به دیدار نوکس می‌رود و او را پیدا می‌کند. زاگرئوس برای نوکس، اتفاقات و شرح حال را برایش بازگو می‌کند و بعد از او می‌پرسد که چرا در مورد مرگ اجتناب‌ناپذیر خود در دنیای بالا چیزی نگفته است. نوکس جواب می‌دهد که از این مورد اطلاعی نداشته و قدرتی که سرنوشت زاگرئوس و هیدیس را به سرزمین زیرین گره زده، حتی از قدرت خودش هم بیشتر است. سپس نوکس از زاگرئوس می‌پرسد اگر واقعیت را می‌دانسته بازهم به دیدار پرسفونه می‌رفته یا نه که زاگرئوس جواب می‌دهد که به دیدار او باز هم می‌رفت. پس نوکس به او می‌گوید که در این‌صورت باید عزمش را به کار گیرد و به تلاشش ادامه دهد.
زاگرئوس هشت بار فرار می‌کند تا بتواند اندک مدتی را با مادرش، پرسفونه سپری کند. در طی این مدت، زاگرئوس می‌فهمد که ماجرا این‌طور بوده است که سال‌ها قبل، وقتی که قرعهٔ حاکمیت بر سرزمین زیرین به نام هیدیس می‌افتد، خواهران سرنوشت پیش‌بینی می‌کنند که هیدیس هرگز وارثی نخواهد داشت. از طرفی دیگر، پرسفونه که از جو المپیوس و رفتار سخت‌گیرانه مادرش، دمتر ناراضی بود، قصد داشت المپیوس را ترک کند. زئوس که گویا از این تصمیم پرسفونه آگاه بود و قصد داشت بابت نتیجهٔ قرعه‌کشی از هیدیس دلجویی کند. با همین اوصاف، زئوس بدون اطلاع به دیگر خدایان المپ، پرسفونه را به هیدیس می‌دهد. پرسفونه که از قبل نقشی از چهرهٔ هیدیس دیده بود و از اخلاق متفاوت او نسبت به برادرانش خوشش آمده بود با رضایت خودش به سرزمین زیرین می‌رود اما هیدیس از کار زئوس، ناراضی شد. چون هیدیس می‌خواست زئوس، پرسفونه را به عنوان ملکهٔ به او بدهد اما نه به عنوان پیشکشی برای دلجویی. از طرفی بعد از رفتن پرسفونه، دمتر به قدری خشمگین شد که سرزمین روی‌زمین را تبدیل کرد به برهوتی خشک کرد.
زندگی در سرزمین زیرین برای پرسفونه راحت نبود اما مهربانی‌های نوکس و پسرانش، وجود سربروس و حتی رفتار آرام هیدیس به مرور باعث شد پرسفونه به زندگی در آنجا عادت کند و در نهایت عاشق هیدیس بشود. بعد از هیدیس باردار پرسفونه شد. هیدیس و نوکس درمورد پیش‌بینی خواهران سرنوشت با او صبحت کردند و گفتند که امیدی به زنده ماندن بچه ندارند. وقتی که پسرش زاگرئوس مرده به دنیا آمد، طاقت پرسفونه طاق شد و با کمک نوکس فرار کرد. او باغچه‌ای ساحلی در یونان پنهان شد و با جادوی نوکس توانست خودش را مخفی نگه دارد. از طرفی نوکس، با تمام قدرتش و در طی پروسه‌ای طولانی بالاخره زاگرئوس را به زندگی بازگرداند، اما هیدیس که نگران سلامت پرسفونه و خشم دمتر بود، ترجیح داد زنده بودن زاگرئوس را از همه و حتی از خود پرسفونه پنهان کند. این‌گونه بود که زاگرئوس با این باور که مادرش نوکس است بزرگ شد و حتی زمانی هم که برای فرار از سرزمین زیرین کمک خواست، چیزی در مورد هدف حقیقی و هویت مادرش نگفت.
در دیدار دوم، پرسفونه دچار تردید می‌شود که شاید علت پنهان‌کاری نوکس و هیدیس این بوده که می‌خواستند او از سر راهشان کنار برود اما زاگرئوس اعتقاد دارد که علتش این نبوده است. بعد از چند بار دیدار، پرسفونه از زاگرئوس می‌خواهد برای حفاظت از جان هردویشان و از ترس خدایان المپ و جنگی که ممکن است در صورت آشکار شدن رابطهٔ او و هیدیس بین سرزمین زیرزمینی و المپیوس در بگیرد، دیگر به دیدارش نیاید چراکه ممکن است این دیدارهای مکرر جادوی نوکس را دچار مشکل کند و راز آن‌ها فاش شود. زاگرئوس از او خواست که با او به سرزمین هیدیس برگردد، اما پرسفونه ادعا می‌کند که اینجا و تنهایی حالش خوب است. زاگرئوس از او سؤال می‌کند که پس تکلیف او، نوکس، سربروس و حتی هیدیس چیست؟ پرسفونه جواب می‌دهد که این‌طوری برای همه بهتر است، از طرفی هر حسی که بین هیدیس و او بوده حتماً تا به‌حال ازبین رفته است. زاگرئوس با این جواب مادرش متقاعد نمی‌شود و اعتقاد دارد که هیدیس هنوز پرسفونه را دوست دارد. او گفت که برای اثبات حرفش حاضر است مدرک بیاورد.
پس زاگرئوس این‌بار بعداز مرگ، نزد استاد خود آشیل می‌رود و از او یاری می‌خواهد. آشیل جواب مثبت می‌دهد و به او کمک می‌کند که پنهانی وارد اتاق هیدیس شود. بالاخره زاگرئوس وارد می‌شود و آنچه را که به‌دنبالش آمده بود روی میزی در کنار بستر پدرش پیدا می‌کند که نقشی از مادرش پرسفونه، با لباس‌هایی به رنگ سرخ و تاجی از زیتون بر سرش. عکسی که مشخص بود مدت‌هاست در آنجا قرار داشته و داشت خاک می‌خورد. در دیدار بعدی، زاگرئوس دربارهٔ این عکس به مادرش می‌گوید و از او می‌پرسد که آیا به پدرش علاقه‌ای دارد؟ پرسفونه پاسخ می‌دهد بله بعد می گه از مدتی زندگی که با او بوده، توانستیم عاشق هم بشیم اما شک دارد که حتی با وجود همهٔ این‌ها سال‌ها، او نمی‌تواند به سرزمین زیرین بگرد و می گه عواقب خوشی ندارد. پیش از آن‌که پرسفونه و زاگرئوس به نتیجه‌ای برسند، استیکس باری دیگر جان زاگرئوس را می‌گیرد.
زمانی که زاگرئوس برای بار دهم، برای خروج از سرزمین زیرین با هیدیس روبه‌رو می‌شود؛ این‌بار برخلاف همیشه، هیدیس بدون درگیری اجازه می‌دهد تا او برود. وقتی که زاگرئوس بالاخره به باغچهٔ پرسفونه می‌رسد. زاگرئوس زمانی که می‌رسد می‌بیند مادرش دارد آن‌جا را به قصد بازگشت به پیش هیدیس ترک می‌کند. بدین ترتیب آن دو سوار قایق کرون شده و راهی سرزمین زیرین می‌شوند. زاگرئوس متعجب است که چطور برای مدتی این‌چنین طولانی در دنیای بالا زنده مانده است. پرسفونه می‌گوید که علتش این است که رود استیکس بخشی از دنیای زیرین است. بعد از یک راه طولانی، به مقابل عمارت هیدیس می‌رسند.
بالاخره پرسفونه و هیدیس بعد از سال‌ها در باغ عمارت که سابقاً متعلق به پرسفونه بوده، باهم روبه رو می‌شوند و با هم گفتگو می‌کنند.. در ادامه هیدیس هم از پرسفونه و هم از زاگرئوس عذرخواهی می‌کند و از زاگرئوس می‌خواهد که برای کشف نقاط ضعف سدهای دفاعی سرزمین زیرین به فرارهایش ادامه دهد. همچنین به پیشنهاد پرسفونه، جشنی در عمارت ترتیب می‌دهند و از همهٔ خدایان دعوت می‌کنند تا بالاخره اختلافات را حل کنند. در مراسم، پرسفونه سخنرانی دربارهٔ اتفاقات می‌کند. بعد در ادامه برای راضی کردن دمتر، می‌گوید هرکسی که دانه‌ای از انارهای سرزمین زیرین را بخورد، نخواهد توانست برای ۶ ماه از سال از آنجا خارج شود. بعد از این، تصویری از هیدیس، پرسفونه، زاگرئوس و سربروس کنار هم نشان داده می‌شود و بازی تمام می‌شود.